# Fabian Delph
Fabian Delph (Bradford, 1989. november 21. –) angol válogatott labdarúgó, aki 2019-től a Evertonban játszik középpályásként.

## Pályafutása

### Leeds United
Delph szülővárosa, Bradford csapatában, a Bradford Cityben kezdett futballozni. 2001-ben ajánlották a Leeds United figyelmébe, sikerült meggyőznie a vezetőket, így bekerült a csapat ifiakadémiájára. Folyamatos remek teljesítményének köszönhetően 2007 nyarán ő lett a csapatkapitány a tartalékok között. A 2006/07-es szezon utolsó mérkőzésén, a Derby County ellen debütált a felnőttek között. 2008. január 11-én megkapta első profi szerződését. A 2007/08-as idény során kétszer kapott lehetőséget, mindkétszer csereként.
A következő szezon nagyszerűen alakult Delph számára, már a Barnet elleni felkészülési mérkőzésen megmutatta, hogy rengeteget fejlődött. 2008. augusztus 13-án, egy Chester City elleni Ligakupa-meccsen kezdőként léphetett pályára. Szeptember 5-én egy új, négy évre szóló szerződést kapott a Leedstől. Egy nappal később megszerezte első profi gólját a Crewe Alexandra ellen 5-2-re megnyert találkozón. Nem sokkal később, a Walsall ellen duplázni tudott.
2009 januárjában több élvonalbeli klub is megpróbálta leigazolni, az Arsenal a hírek szerint egy 6 millió fontos ajánlatot tett érte. Végül azonban a Leedsnél maradt. Nem sokkal később szerzett még egy gólt, a Brighton & Hove Albion ellen volt eredményes. Az idény végén megkapta a legjobb fiatal játékosnak járó díjat, a Brighton elleni találatát pedig a szezon legszebb góljának választották.

### Aston Villa
Miután a Leeds United elvesztette a feljutás lehetőségét, egyre valószínűbbé vált, hogy Delph távozni fog. Olyan csapatok érdeklődtek iránta, mint az Everton, a Sunderland, az Aston Villa, a Manchester City, a Tottenham Hotspur és a Fulham. 2009. augusztus 3-án a Villa és Leeds megegyezett egymással a vételárban, másnap pedig végbe ment a transzfer. Delph augusztus 8-án, egy Fiorentina elleni barátságos meccsen debütált új csapatában, a szurkolók nagy ovációval fogadták. A 16-os számú mezt kapta meg, amit előtte Zat Knight viselt.

### A válogatottban
Delph 2008 márciusában kapott először behívót az angol U19-es válogatottba. Jó teljesítményének köszönhetően az U21-es csapatba is meghívást kapott, ahol 2008. november 18-án, Csehország ellen mutatkozhatott be.

## Sikerei, díjai
- Manchester City
  - Angol bajnok (2): 2017–18, 2018–19
  - Angol kupa (1): 2018–19
  - Angol ligakupa (3): 2016, 2018, 2019

## Statisztikái

### Klub
2019. május 22-én lett frissítve.
| Klub                      | Szezon         | League         | League          | League | FA-kupa         | FA-kupa | Angol ligakupa  | Angol ligakupa | Egyéb           | Egyéb | Összesen        | Összesen |
| Klub                      | Szezon         | Bajnokság      | Pályára lépések | Gólok  | Pályára lépések | Gólok   | Pályára lépések | Gólok          | Pályára lépések | Gólok | Pályára lépések | Gólok    |
| ------------------------- | -------------- | -------------- | --------------- | ------ | --------------- | ------- | --------------- | -------------- | --------------- | ----- | --------------- | -------- |
| Leeds United              | 2006–07        | Championship   | 1               | 0      | 0               | 0       | 0               | 0              | —               | —     | 1               | 0        |
| Leeds United              | 2007–08        | League One     | 1               | 0      | 0               | 0       | 1               | 0              | 0               | 0     | 2               | 0        |
| Leeds United              | 2008–09        | League One     | 42              | 6      | 2               | 0       | 4               | 0              | 3               | 0     | 51              | 6        |
| Leeds United              | Összesen       | Összesen       | 44              | 6      | 2               | 0       | 5               | 0              | 3               | 0     | 54              | 6        |
| Aston Villa               | 2009–10        | Premier League | 8               | 0      | 4               | 1       | 2               | 0              | 1               | 0     | 15              | 1        |
| Aston Villa               | 2010–11        | Premier League | 7               | 0      | 1               | 0       | 0               | 0              | 0               | 0     | 8               | 0        |
| Aston Villa               | 2011–12        | Premier League | 11              | 0      | 0               | 0       | 0               | 0              | —               | —     | 11              | 0        |
| Aston Villa               | 2012–13        | Premier League | 24              | 0      | 2               | 0       | 6               | 1              | —               | —     | 32              | 1        |
| Aston Villa               | 2013–14        | Premier League | 34              | 3      | 1               | 0       | 1               | 1              | —               | —     | 36              | 4        |
| Aston Villa               | 2014–15        | Premier League | 28              | 0      | 4               | 2       | 0               | 0              | —               | —     | 32              | 2        |
| Aston Villa               | Összesen       | Összesen       | 112             | 3      | 12              | 3       | 9               | 2              | 1               | 0     | 134             | 8        |
| Leeds United (kölcsönben) | 2011–12        | Championship   | 5               | 0      | —               | —       | —               | —              | —               | —     | 5               | 0        |
| Manchester City           | 2015–16        | Premier League | 17              | 2      | 2               | 0       | 3               | 0              | 5               | 0     | 27              | 2        |
| Manchester City           | 2016–17        | Premier League | 7               | 1      | 5               | 0       | 0               | 0              | 1               | 1     | 13              | 2        |
| Manchester City           | 2017–18        | Premier League | 22              | 1      | 1               | 0       | 1               | 0              | 5               | 0     | 29              | 1        |
| Manchester City           | 2018–19        | Premier League | 11              | 0      | 0               | 0       | 1               | 0              | 4               | 0     | 16              | 0        |
| Manchester City           | Összesen       | Összesen       | 57              | 4      | 8               | 0       | 5               | 0              | 15              | 1     | 85              | 5        |
| Teljes karrier            | Teljes karrier | Teljes karrier | 218             | 13     | 22              | 3       | 19              | 2              | 19              | 1     | 278             | 19       |

1. ↑  Egy pályára lépés az Football League Trophyban, két pályára lépés a League One rájátszásban
2. ↑  Pályára lépés az Európa-ligában
3. 1 2 3 4  Pályára lépések a Bajnokok ligájában

### A válogatottban
2019. június 9-én lett frissítve.
| Nemzeti csapat | Év       | Pályára lépések | Gólok |
| -------------- | -------- | --------------- | ----- |
| Anglia         | 2014     | 3               | 0     |
| Anglia         | 2015     | 6               | 0     |
| Anglia         | 2018     | 9               | 0     |
| Anglia         | 2019     | 2               | 0     |
| Összesen       | Összesen | 20              | 0     |

## Külső hivatkozások
- Fabian Delph pályafutásának statisztikái a Soccerbase oldalon (angolul)

- Fabian Delph adatlapja az Aston Villa honlapján